# Kako (Sprache)
Kako (auch Dikaka, Kaka, Mkako, Nkoxo oder Yaka) ist eine Bantusprache und wird von circa 119.500 Menschen in Kamerun, der Zentralafrikanischen Republik und in der Republik Kongo gesprochen.
10–15 % der zweitsprachigen Sprecher können Kako lesen und schreiben.
In Kamerun wird Kako von circa 100.000 Menschen im Département Kadey in der Region Est gesprochen (Zensus 2003). In der Zentralafrikanischen Republik wird sie von circa 10.400 Menschen (Zensus 1996) in den Präfekturen Mambéré-Kadéï und Sangha-Mbaéré und in der Republik Kongo von circa 9060 Menschen (Zensus 2002) im Nordteil der Region Likouala gesprochen.
Kako wird in der lateinischen Schrift geschrieben.

## Klassifikation
Kako ist eine Nordwest-Bantusprache und bildet mit den Sprachen Kwakum und Pol die Kako-Gruppe, die als Guthrie-Zone A90 klassifiziert wird.
Sie hat die Dialekte Mbonjoku, Besembo, Bera und Ngbako.